# Lamus
Lamus (niem. Lehmhaus) – dawny budynek gospodarczy, drewniany lub murowany, jedno- lub dwukondygnacyjny (z jedną izbą na każdej kondygnacji), czasami z podcieniem lub gankami, często o ozdobnych formach architektonicznych.
Lamus w Polsce wchodził początkowo w skład zabudowań dworskich i przeznaczony do przechowywania cennych przedmiotów (np. dokumentów czy zbroi). Z czasem stawiano go też w gospodarstwach chłopskich, niedaleko chaty, gdzie służył do przechowywania sprzętu gospodarczego, narzędzi, zboża, żywności.
W dzisiejszych czasach termin używany jest także w stosunku do pomieszczenia lub budynku służącego do przechowywania starych rzeczy (rupieciarnia). W przenośni – w stosunku do przestarzałych, niemodnych („nadających się do lamusa”) przedmiotów, określeń, zwyczajów itp. Określenie „odejść do lamusa” oznacza „wyjść z użytku”. Jest również w języku potocznym obraźliwym określeniem osoby, do której odczuwa się niechęć lub pogardę.